# Georges Ferdinandy
Georges Ferdinandy (György Ferdinandy) (Budapest, 11 de octubre de 1935-Miami, 7 de enero de 2024) fue un escritor, editor y traductor húngaro.

## Biografía
Georges Ferdinandy está considerado por la crítica especializada como uno de los escritores húngaros más importantes del siglo XX. Abandonó su país después de la revolución húngara de 1956. Publicó sus primeros libros en francés, por los que obtuvo el Premio Mundial Cino Del Duca 1961 y el Premio Literario Antoine de Saint–Exupéry 1964. Se doctoró por la Universidad de Estrasburgo. Fue profesor de la Universidad de Puerto Rico durante 36 años. Entre 1976 y 1986 colaboró como crítico literario para Radio Free Europe, de Múnich. Tras la publicación de diversos novelas cortas y ensayos, vio la luz su primera novela, L'île sous l'eau. Nouvelles (1961) en sus primeros años de emigración en Francia, en Estrasburgo.
Su obra ha sido traducida al español, alemán, búlgaro e inglés. Recibió el Premio Pen Club de Puerto Rico en 2000. Es miembro de la Academia de las Bellas Artes de Hungría. Ganó varios premios húngaros y franceses por la literatura. Publicó sus cuentos y ensayos en húngaro, español y francés, incluidos Élet és Irodalom, Alföld, Revista Conexos.
Tuvo cuatro hijos. Durante sus últimos años vivió con su segunda esposa, la profesora y traductora cubanoamericana, María Teresa Reyes (nacida en 1951). Se casaron en 1980.
Su último libro en español es Un día en la Isla (Editorial Isla Negra, San Juan, 2019).

## Vida personal

### Sus matrimonios
Su primera esposa fue la francesa Colette Pexrethon, de quien tuvo dos hijos y una hija. Según él, se casó tres veces con la francesa.
En 1980 se casó con María Teresa Reyes (1951-), profesora universitaria, crítica y traductora literaria cubana/estadounidense. Su hijo común, Jorge-José Ferdinandy, nació en 1981. [12]

## Su enfermedad
Sus problemas de salud menores y mayores resuenan en sus obras literarias y entrevistas.
En 1987, quedó temporalmente ciego, pero recuperó la visión. En 1999 le diagnosticaron cáncer de próstata. Fue sometido a varias operaciones de las que se recuperó por completo. Al igual que su padre, le diagnosticaron neuropatía. [13] "Primero tuve cáncer de próstata y afortunadamente me curé. Después empezó la neuropatía, la parálisis de mis piernas, con la cual no hay nada que hacer, pero va progresando lentamente. No espero hasta que me paraliza por completo. Camino normalmente por la mañana, lentamente por la tarde, nada por la noche. Es doloroso, pero no tomo analgésicos. Es terrible cuando un escritor no siente ningún dolor", Teréz Polgár le dijo al periodista Eszter Polgár en la revista Szimpatika en 2010. [14]
En noviembre de 2022, fue hospitalizado con una neumonía grave, según dijo a la prensa húngara su editor y amigo, el periodista Márton Mészáros Navarra . [15]